# مدرسة بارك هاوس الإنجليزية
مدرسة بارك هاوس الإنجليزية هي مدرسة خاصة إنجليزية دولية تقع في الدوحة، قطر. أسست هيذر برينان في البداية مدرسة بارك هاوس الإنجليزية في عام 1994. المدرسة انتقلت إلى عدة مواقع وتوسعت على مر السنين وتقع الآن في أبو هامور، الدوحة، قطر.
شعار مدرسة بارك هاوس الإنجليزية هو «الخيار الأول للآباء المميزين». اختصار المدرسة يشير إلى الفخر والصدق والحماس والنجاح. بيان مهمة مدرسة بارك هاوس الإنجليزية هو روح الرعاية ورؤية كامل الإمكانات.

## مجلس المدرسة
ظلت هيذر برينان مديرة المدرسة حتى تولى دوجي سميث. تولى المدير الحالي جون سميث منصبه في أغسطس 2017. رئيس الثانوية هو غراهام برابان ورئيس الإبتدائية هو براين ألين.

## الاعتمادات
مدرسة بارك هاوس الإنجليزية معتمدة من قبل المنظمات التالية:
- بسم: المدارس البريطانية في الشرق الأوسط[3]
- إيديكسل[4]
- المدارس البريطانية في الخارج[5]

مدرسة بارك هاوس الإنجليزية تتبع أيضا منهج كامبريدج وهو جزء من جامعة كامبريدج.

## القبول
القبول في مدرسة بارك هاوس الإنجليزية محدود ويتبع نظام بركة الانتظار. يجب أن يكون جميع الطلاب قادرين على التحدث باللغة الإنجليزية وتعطى الأولوية عادة للأشقاء. مدرسة بارك هاوس الإنجليزية تخدم الطلاب من الحضانة إلى الصف 13. المدرسة الابتدائية من الحضانة إلى السنة 6. المدرسة الثانوية من السنة 7 إلى السنة 13. المدرسة تقسم الطلاب إلى أربع مجموعات حسب العمر: المرحلة الرئيسية 1 والمرحلة الرئيسية 2 والمرحلة الرئيسية 3 والمرحلة الرئيسية 4.

## الرياضات
قسم التربية البدنية في المدرسة هو عضو في منظمة QUESS التي تستضيف الأحداث الرياضية على مدار السنة لطلاب الابتدائي والثانوي. يتنافس التلاميذ في مجموعة متنوعة من الألعاب الرياضية ضد عدد من المدارس الأخرى في مجتمع قطر الأوسع. كما يشارك قسم التربية البدنية في المدرسة أيضا في دورة ألعاب المدارس البريطانية الإبتدائية في الشرق الأوسط.